# Junonia huebneri
Junonia huebneri är en fjärilsart som beskrevs av Kirby 1900. Junonia huebneri ingår i släktet Junonia och familjen praktfjärilar. Inga underarter finns listade i Catalogue of Life.